# Unione Sportiva Lucchese Libertas 1972-1973
Questa pagina raccoglie le informazioni riguardanti l'Unione Sportiva Lucchese Libertas nelle competizioni ufficiali della stagione 1972-1973.

## Rosa
| N. |                   | Ruolo | Calciatore        |
| -- | ----------------- | ----- | ----------------- |
|    | Italia (bandiera) | C     | Luigi Bertocco    |
|    | Italia (bandiera) | A     | Umberto Campioli  |
|    | Italia (bandiera) | C     | Federico Caputi   |
|    | Italia (bandiera) | A     | Fabio Ferrario    |
|    | Italia (bandiera) | P     | Albano Fiorini    |
|    | Italia (bandiera) | D     | Francesco Janich  |
|    | Italia (bandiera) | C     | Giancarlo Mambrin |
|    | Italia (bandiera) | P     | Franco Mancini    |
|    | Italia (bandiera) | D     | Adriano Martelli  |
|    | Italia (bandiera) | D     | Antonio Matteoni  |
|    | Italia (bandiera) | C     | Michele Moro      |
|    | Italia (bandiera) | D     | Tiziano Mutti     |

| N. |                   | Ruolo | Calciatore            |
| -- | ----------------- | ----- | --------------------- |
|    | Italia (bandiera) | A     | Corrado Nastasio      |
|    | Italia (bandiera) | P     | Daniele Nunziati      |
|    | Italia (bandiera) | C     | Sergio Orlandi        |
|    | Italia (bandiera) | A     | Francesco Paglialunga |
|    | Italia (bandiera) | A     | Paolo Pieri           |
|    | Italia (bandiera) | C     | Carlo Pisani          |
|    | Italia (bandiera) | C     | Michele Sinigaglia    |
|    | Italia (bandiera) | D     | Raffaele Spadaro      |
|    | Italia (bandiera) | A     | Giannantonio Sperotto |
|    | Italia (bandiera) | A     | Tiziano Stevan        |
|    | Italia (bandiera) | D     | Vittorio Zanella      |